# Onthophagus vanasseni
Onthophagus vanasseni là một loài bọ cánh cứng trong họ Bọ hung (Scarabaeidae).